# Šamaj
Šamaj (oko 50. pr. Kr. - 30.), slavni židovski učenjak, osnivač jedne od dvije ključne rabinske škole, važna figura u Mišni. Bio je protivnik starijem Hilelu po svojem tumačenju Zakona te po sudjelovanju u političkom životu i po temperamentu. U Mišni se gotovo uvijek spominje se zajedno s njim. 
Njegova je škola poznata kao Bet Šamaj (Kuća Šamajeva), nasuprot Bet Hilel (Kuća Hilelova). Njegova je škola prevladavala u razdoblju od oko 20. do 70. po. Kr., nakon čega Hilelova škola preuzima primat.
Za razliku do Hilela, koji je bio posvećen religiji i problemima svakodnevnog života u skladu sa Zakonom, Šamaj je aktivno sudjelovao u političkim zbivanjima. Zapaljivog temperamenta, bio je potpuna suprotnost staloženom Hilelu. Hilelovu blagost i smirenost ističe Mišna kao uzor koji treba slijediti, nasuprot Šamajevoj strastvenosti. Šamaj međutim nije bio mizantrop. Shvaćao je mane svojeg temperamenta i preporučivao prijateljski odnos sa svima. Bio je skroman čak i u odnosu sa svojim učenicima. Preporučivao je marljivo proučavanje Tore, malo govora i mnogo truda.
U tumačenju Zakona bio je stroži od Hilela, namećući striktne, i teške obaveze. U Talmudu se navodi slučajevi kada je od svoje djece i unuka zahtijevao obaveze neprimjerene njihovoj dobi.
U tadašnjem kolegiju rabina, Sinedriju, mjesto predsjednika (s titulom nasi, knez) od oko 30. pr. Kr. zauzimao je Hilel, dok je potpredsjedničko mjesto zauzimao, po običaju, predstavnik manjine. Kada se Menahem, predstavnik esena povukao s tog položaja, na njegovo mjesto izabran je Šamaj. Nakon Hilelove smrti, Šamaj je, oko 20. godine, preuzeo predsjedničko mjesto, dok potpredsjednik nije bio izabran, tako da je Šamajeva škola preuzela punu kontrolu. 
Nakon Šamajeve smrti, 30. godine, naslijedio ga je Hilelov unuk Gamaliel, ali u Sinedriju su Šamajevi učenici (šamaiti) i dalje dominirali, sve do oko 70. godine, vremena razaranja Jeruzalemskog hrama. Prema tvrdnji Jeruzalemskog Talmuda (Berakhot 1:7), u to je doba "glas s neba" objavio kako vlast Kuće Šamajeve nije legitimna, pa dalja tradicija rabinskog judaizma slijedi Hilela.